# 117387 Javiercerna
117387 Javiercerna este o planetă minoră (asteroid), cu un diametru de 4,335 km, din centura de asteroizi. A fost descoperită pe 18 decembrie 2004 la Mount Lemmon⁠(d) de Mount Lemmon Survey⁠(d). 
Obiectul prezintă o orbită caracterizată de o semiaxă mare de 2,629161219287 UAi, o excentricitate de 0,19, o înclinație de 10,3 ° în raport cu ecliptica.